# Польсько-прусський договір (1790)
Союз Польсько-Литовський та Прусський підписаний 29 березня 1790 у Варшаві між представниками Речі Посполитої та Пруссії.

## Політичні обставини
Після Першого поділу у Польщі утворилося дві політичні сили: антиросійська «патріотична» (Малаховський, Ігнацій та Станіслав Потоцькі, Адам Чарторийський та ін.) та проросійська «королівська» та «гетьманська» (Браницький, Фелікс Потоцький). У той час, як Російська імперія вступила у війну з імперією Османа (1787) і Пруссія спровокувала сейм на розрив з Росією, до 1790 Річ Посполита була змушена укласти згубний союз з Пруссією. Умови польсько-прусського договору фактично визначили наступні два розділи Речі Посполитої, оскільки в його тексті містилося застереження про «можливі територіальні поступки в майбутньому за взаємною угодою»: Пруссія претендувала на Данциг і Торунь. Стаття VI договору передбачала, що «в разі втручання Росії у справи Польської Республіки або територій, що залежать від неї (малася на увазі Курляндія)» Пруссія брала на себе зобов'язання сприяти мирному врегулюванню, а при невдачі — надати військову допомогу Польщі.
31 січня 1790 був союз Пруссії з Османською імперією, прусський король Фрідріх Вільгельм II чекав повстання в Бельгії, Угорщині та Галичині. Проте широка європейська коаліція проти Росії, на яку розраховували прусський перший міністр Е. Герцберг і польська «патріотична» партія, так і не склалася.
Пруссія намагалася скористатися війнами Російської імперії з Османською Імперією та Швецією та поширити свій вплив на ослаблену Річ Посполиту. Деякі кола Речі Посполитої також розглядали можливість позбутися десятиліть Російської залежності.
Кожна із сторін обіцяла допомагати іншій у разі війни, і в секретній частині договору Річ Посполита передавала Гданськ та Торунь Пруссії. Проте, Великий Сейм 1791 року ухвалив, що територія країни є цілісною та неподільною. Яський договір у січні 1792 завершив російсько-турецьку війну.
У квітні цього ж року почалася війна Першої Коаліції, змусивши Пруссію перекинути більшість її військ на захід, для дій проти революційної Франції. Росія, розлючена польськими спробами вийти з-під її впливу, почала війну з нею у травні.
Пруссія відмовилася допомагати Польщі, пояснюючи це тим, що її думка не враховувалася після ухвалення Конституції 3 травня, що скасувало союзницький договір. І коли у січні 1793 Прусський корпус вступив у Велику Польщу, то робив це не як союзник, а як гарант Прусських інтересів при Другому розділі Речі Посполитої.